# Садіо Мане
Садіо́ Мане́ (фр. Sadio Mané, нар. 10 квітня 1992, Седіу, Сенегал) — сенегальський футболіст, вінгер саудівського клубу «Ан-Наср» та збірної Сенегалу. Найкращий гравець Африки в 2019 році за рішенням Конфедерації африканського футболу (CAF).

## Клубна кар'єра

### «Мец»
У «дорослому» футболі дебютував 14 січня 2012 року в матчі французької Ліга 2 в матчі проти «Бастії». Команда Мане програла з рахунком 0:1.

### «Ред Булл Зальцбург»
За рік перейшов до австрійського «Ред Булла», де протягом наступних двох сезонів був основним нападником команди, забиваючи майже у кожній грі.

### «Саутгемптон»
1 вересня 2014 року забивний сенегалець уклав чотирирічний контракт з англійським «Саутгемптоном», якому трансфер гравця обійшовся щонайменше у 10 мільйонів фунтів стерлінгів. 16 травня 2015 Садіо побив рекорд Роббі Фаулера (4 хв 33 с) у часі потрібному для хет-трика в матчі з«Астон Віллою» (6:1), забивши за 2 хвилини 56 секунд.

### «Ліверпуль»

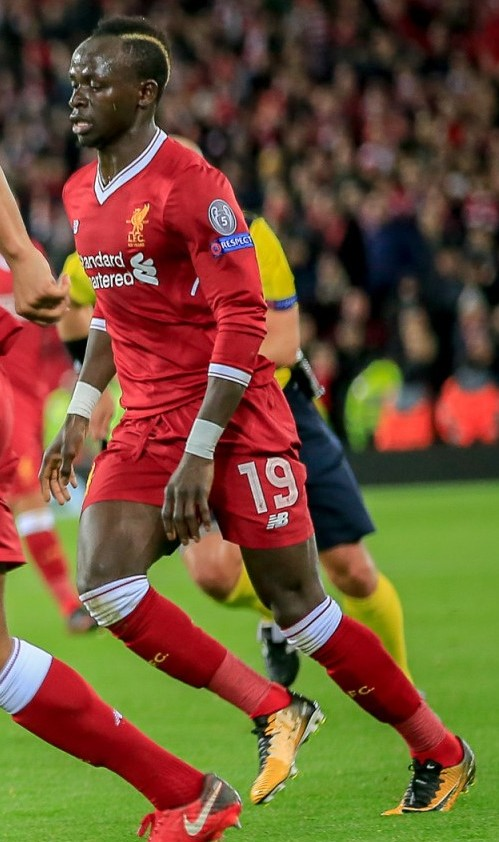
Мане в грі за «Ліверпуль» в 2017 році

28 червня 2016 року «Ліверпуль» оголосив про придбання Садіо Мане — лівого вінгера «Саутгемптона». Клуб підписав із футболістом 5-річну угоду. Сума трансферу склала 30 млн фунтів. Перший гол забив у дебютному ж матчі за «мерсисайдців» 14 серпня в матчі 1-го туру АПЛ проти лондонського «Арсенала». Після першого ж сезону в новій лізі, Мане потрапив у символічну збірну сезону 2016—2017 за версією ПФА. У сезоні 2017—2018 «мерсисайдці» потрапили у фінал Ліги чемпіонів і програли від «Реала» в Києві з рахунком 3:1. Сам вінгер забив єдиний гол своєї команди в матчі. У тому ж сезоні Ліги чемпіонів разом із партнерами по команді встановив унікальне досягнення. Відразу 3 представники «Ліверпуля» забили більше 10 голів у Лізі чемпіонів, а саме Мохаммед Салах, Роберто Фірміно і Садіо Мане.

## Виступи за збірні
2012 року захищав кольори олімпійської збірної Сенегалу на Олімпійських іграх 2012 року у Лондоні. 
25 травня 2012 року дебютував в офіційних матчах у складі національної збірної Сенегалу в товариській грі зі збірною Марокко, яка завершилася перемогою сенегальців з рахунком 1:0. Першим голом за національну команду відзначився у матчі відбору до ЧС-2014 проти збірної Ліберії 2 червня 2012 року. 
18 листопада 2023 року матч відбіркового турніру до чемпіонату світу 2026 року проти збірної Південного Судану став 100-м в складі збірної Сенегала. Став лише другим (після Ідрісси Гує) гравцем в історії збірної Сенегала, який досяг позначки в 100 матчів.

## Досягнення

#### «Ред Булл Зальцбург»
- Чемпіон Австрії 2013-2014
- Володар кубку Австрії 2013-2014

#### «Ліверпуль»
- Фіналіст Ліги чемпіонів УЄФА 2017-2018
- Переможець Ліги чемпіонів УЄФА 2018-2019
- Володар Суперкубка УЄФА: 2019
- Чемпіон світу серед клубів: 2019
- Чемпіон Англії: 2019-2020
- Володар Кубка Англії: 2021-2022
- Володар Кубка Футбольної ліги: 2021-2022

#### Баварія
- Чемпіон Німеччини: 2022-2023
- Володар Суперкубка Німеччини: 2022

#### Сенегал
- Переможець Кубка африканських націй: 2021
- Срібний призер Кубка африканських націй: 2019

## Рекорди
- Рекордсмен за швидкістю у створенні хет-трика в АПЛ. Він тричі відзначився у воротах «Астон Вілли» (6:1), граючи ще в «Саутгемптоні», лише за 176 секунд, забивши на 14-й, 15-й і 16-й хвилинах[9].

## Статистика виступів

### Статистика виступів за збірну
Станом на 15 листопада 2020 року
| Дата       | Місто          | Господарі            | Результат               | Гості                | Турнір                                      | Голи | Примітки  |
| ---------- | -------------- | -------------------- | ----------------------- | -------------------- | ------------------------------------------- | ---- | --------- |
| 25-5-2012  | Марракеш       | Марокко              | 0 – 1                   | Сенегал              | товариський матч                            | -    | 79'       |
| 2-6-2012   | Дакар          | Сенегал              | 3 – 1                   | Ліберія              | Відбір до ЧС 2014                           | 1    |           |
| 9-6-2012   | Кампала        | Уганда               | 1 – 1                   | Сенегал              | Відбір до ЧС 2014                           | -    | 90'       |
| 8-9-2012   | Абіджан        | Кот-д'Івуар          | 4 – 2                   | Сенегал              | Відбір до Кубка африканських націй 2013     | -    | 55' 76'   |
| 13-10-2012 | Дакар          | Сенегал              | 0 – 2                   | Кот-д'Івуар          | Відбір до Кубка африканських націй 2013     | -    | 53' 66'   |
| 14-11-2012 | Ніамей         | Нігер                | 1 – 1                   | Сенегал              | товариський матч                            | 1    |           |
| 5-2-2013   | Сен-Ле-ла-Форе | Сенегал              | 1 – 1                   | Гвінея               | товариський матч                            | -    |           |
| 23-3-2013  | Конакрі        | Сенегал              | 1 – 1                   | Ангола               | Відбір до ЧС 2014                           | -    | 64'       |
| 8-6-2013   | Луанда         | Ангола               | 1 – 1                   | Сенегал              | Відбір до ЧС 2014                           | -    |           |
| 16-6-2013  | Монровія       | Ліберія              | 0 – 2                   | Сенегал              | Відбір до ЧС 2014                           | -    | 90'       |
| 14-8-2013  | Сен-Ле-ла-Форе | Замбія               | 1 – 1                   | Сенегал              | товариський матч                            | -    | 46'       |
| 7-9-2013   | Марракеш       | Сенегал              | 1 – 0                   | Уганда               | Відбір до ЧС 2014                           | 1    |           |
| 12-10-2013 | Абіджан        | Кот-д'Івуар          | 3 – 1                   | Сенегал              | Відбір до ЧС 2014                           | -    | 46'       |
| 16-11-2013 | Касабланка     | Сенегал              | 1 – 1                   | Кот-д'Івуар          | Відбір до ЧС 2014                           | -    |           |
| 5-3-2014   | Сен-Ле-ла-Форе | Сенегал              | 1 – 1                   | Малі                 | товариський матч                            | 1    | 46'       |
| 21-5-2014  | Уагадугу       | Буркіна-Фасо         | 1 – 1                   | Сенегал              | товариський матч                            | -    |           |
| 5-9-2014   | Дакар          | Сенегал              | 2 – 0                   | Єгипет               | Відбір до Кубка африканських націй 2015     | 1    |           |
| 10-9-2014  | Габороне       | Ботсвана             | 0 – 2                   | Сенегал              | Відбір до Кубка африканських націй 2015     | 1    |           |
| 10-10-2014 | Дакар          | Сенегал              | 0 – 0                   | Туніс                | Відбір до Кубка африканських націй 2015     | -    |           |
| 15-10-2014 | Монастір       | Туніс                | 1 – 0                   | Сенегал              | Відбір до Кубка африканських націй 2015     | -    |           |
| 15-11-2014 | Каїр           | Єгипет               | 0 – 1                   | Сенегал              | Відбір до Кубка африканських націй 2015     | -    |           |
| 19-11-2014 | Дакар          | Сенегал              | 3 – 0                   | Ботсвана             | Відбір до Кубка африканських націй 2015     | -    | 77'       |
| 23-1-2015  | Монгомо        | ПАР                  | 1 – 1                   | Сенегал              | Кубок африканських націй 2015 - 1-й етап    | -    |           |
| 27-1-2015  | Малабо         | Сенегал              | 0 – 2                   | Алжир                | Кубок африканських націй 2015 - 1-й етап    | -    | 66'       |
| 28-3-2015  | Гавр           | Гана                 | 1 – 2                   | Сенегал              | товариський матч                            | -    |           |
| 13-6-2015  | Дакар          | Сенегал              | 3 – 1                   | Бурунді              | Відбір до Кубка африканських націй 2017     | 1    |           |
| 5-9-2015   | Віндгук        | Намібія              | 0 – 2                   | Сенегал              | Відбір до Кубка африканських націй 2017     | 1    |           |
| 8-9-2015   | Йоганнесбург   | ПАР                  | 1 – 0                   | Сенегал              | товариський матч                            | -    |           |
| 13-10-2015 | Алжир (місто)  | Алжир                | 1 – 0                   | Сенегал              | товариський матч                            | -    | 90'       |
| 13-11-2015 | Антананаріву   | Мадагаскар           | 2 – 2                   | Сенегал              | Відбір до ЧС 2018                           | 1    |           |
| 17-11-2015 | Дакар          | Сенегал              | 3 – 0                   | Мадагаскар           | Відбір до ЧС 2018                           | -    |           |
| 26-3-2016  | Дакар          | Сенегал              | 2 – 0                   | Нігер                | Відбір до Кубка африканських націй 2017     | -    |           |
| 29-3-2016  | Ніамей         | Нігер                | 1 – 2                   | Сенегал              | Відбір до Кубка африканських націй 2017     | -    | 60'       |
| 28-5-2016  | Кігалі         | Руанда               | 0 – 2                   | Сенегал              | товариський матч                            | -    |           |
| 4-6-2016   | Бужумбура      | Бурунді              | 0 – 2                   | Сенегал              | Відбір до Кубка африканських націй 2017     | 1    | 90'       |
| 3-9-2016   | Дакар          | Сенегал              | 2 – 0                   | Намібія              | Відбір до Кубка африканських націй 2017     | -    | 68'       |
| 8-10-2016  | Дакар          | Сенегал              | 2 – 0                   | Кабо-Верде           | Відбір до ЧС 2018                           | -    |           |
| 12-11-2016 | Полокване      | ПАР                  | 2 – 1                   | Сенегал              | Відбір до ЧС 2018                           | -    |           |
| 11-1-2017  | Браззавіль     | Республіка Конго     | 0 – 2                   | Сенегал              | товариський матч                            | -    | 83'       |
| 15-1-2017  | Франсвіль      | Туніс                | 0 – 2                   | Сенегал              | Кубок африканських націй 2017 - 1-й етап    | 1    |           |
| 19-1-2017  | Франсвіль      | Сенегал              | 2 – 0                   | Зімбабве             | Кубок африканських націй 2017 - 1-й етап    | 1    | 90'       |
| 29-1-2017  | Франсвіль      | Сенегал              | 0 – 0 д.ч. (4 - 5 п.п.) | Камерун              | Кубок африканських націй 2017 - чвертьфінал | -    |           |
| 23-3-2017  | Лондон         | Нігерія              | 1 – 1                   | Сенегал              | товариський матч                            | -    | 65'       |
| 27-3-2017  | Париж          | Кот-д'Івуар          | 1 – 1                   | Сенегал              | товариський матч                            | 1    |           |
| 2-9-2017   | Дакар          | Сенегал              | 0 – 0                   | Буркіна-Фасо         | Відбір до ЧС 2018                           | -    |           |
| 5-9-2017   | Уагадугу       | Буркіна-Фасо         | 2 – 2                   | Сенегал              | Відбір до ЧС 2018                           | 1    |           |
| 7-10-2017  | Прая           | Кабо-Верде           | 0 – 2                   | Сенегал              | Відбір до ЧС 2018                           | -    | 89'       |
| 27-3-2018  | Гавр           | Сенегал              | 0 – 0                   | Боснія і Герцеговина | товариський матч                            | -    | 87'       |
| 8-6-2018   | Осієк          | Хорватія             | 2 – 1                   | Сенегал              | товариський матч                            | -    | (к) 66'   |
| 11-6-2018  | Гредіг         | Сенегал              | 2 – 0                   | Південна Корея       | товариський матч                            | -    | 81'       |
| 19-6-2018  | Москва         | Польща               | 1 – 2                   | Сенегал              | ЧС 2018 - 1º turno                          | -    | (к)       |
| 24-6-2018  | Єкатеринбург   | Японія               | 2 – 2                   | Сенегал              | ЧС 2018 - 1º turno                          | 1    | (к)       |
| 28-6-2018  | Самара         | Сенегал              | 0 – 1                   | Колумбія             | ЧС 2018 - 1º turno                          | -    | (к)       |
| 9-9-2018   | Антананаріву   | Мадагаскар           | 2 – 2                   | Сенегал              | Відбір до Кубка африканських націй 2019     | -    |           |
| 13-10-2018 | Дакар          | Сенегал              | 3 – 0                   | Судан                | Відбір до Кубка африканських націй 2019     | -    |           |
| 17-11-2018 | Бата           | Екваторіальна Гвінея | 0 – 1                   | Сенегал              | Відбір до Кубка африканських націй 2019     | -    |           |
| 23-3-2019  | Дакар          | Сенегал              | 2 – 0                   | Мадагаскар           | Відбір до Кубка африканських націй 2019     | -    | (к)       |
| 26-3-2019  | Дакар          | Сенегал              | 2 – 1                   | Малі                 | товариський матч                            | 1    | 76' (к)   |
| 27-6-2019  | Каїр           | Сенегал              | 0 – 1                   | Алжир                | Кубок африканських націй 2019 - 1-й етап    | -    |           |
| 1-7-2019   | Каїр           | Кенія                | 0 – 3                   | Сенегал              | Кубок африканських націй 2019 - 1-й етап    | 2    | 60'       |
| 5-7-2019   | Каїр           | Уганда               | 0 – 1                   | Сенегал              | Кубок африканських націй 2019 - 1/8 фіналу  | 1    |           |
| 10-7-2019  | Каїр           | Сенегал              | 1 – 0                   | Бенін                | Кубок африканських націй 2019 - чвертьфінал | -    | 90+1'     |
| 14-7-2019  | Каїр           | Сенегал              | 1 – 0                   | Туніс                | Кубок африканських націй 2019 - півфінал    | -    |           |
| 19-7-2019  | Каїр           | Сенегал              | 0 – 1                   | Алжир                | Кубок африканських націй 2019 - фінал       | -    |           |
| 10-10-2019 | Сінгапур       | Бразилія             | 1 – 1                   | Сенегал              | товариський матч                            | -    |           |
| 13-11-2019 | Тієс           | Сенегал              | 2 – 0                   | Республіка Конго     | Відбір до Кубка африканських націй 2021     | -    | 84'       |
| 17-11-2019 | Манзіні        | Есватіні             | 1 – 4                   | Сенегал              | Відбір до Кубка африканських націй 2021     | -    | 45+3' 46' |
| 11-11-2020 | Дакар          | Сенегал              | 2 – 0                   | Гвінея-Бісау         | Відбір до Кубка африканських націй 2021     | 1    |           |
| 15-11-2020 | Бісау          | Гвінея-Бісау         | 0 – 1                   | Сенегал              | Відбір до Кубка африканських націй 2021     | 1    |           |
| Усього     |                | Матчів (6 місце)     | 71                      |                      | Голів (3 місце)                             | 21   |           |